# 306020 Kormilov
306020 Kormilov è un asteroide della fascia principale. Scoperto nel 2010, presenta un'orbita caratterizzata da un semiasse maggiore pari a 1,8945298 au e da un'eccentricità di 0,1168830, inclinata di 23,34734° rispetto all'eclittica.